# Estación de San Bernardo (Sevilla)
San Bernardo, también denominada Sevilla-San Bernardo, es un intercambiador tanto exterior como subterráneo situado en el Distrito de Nervión, en la ciudad española de Sevilla, en la comunidad autónoma de Andalucía. Dispone de amplios servicios de Media Distancia. Forma parte también de las líneas C-1, C-4 y C-5 de la red de Cercanías Sevilla. 
Las instalaciones fueron inauguradas en 1991 en sustitución de la antigua estación de San Bernardo, situada a proximidad de la nueva estación, aunque gran parte del tráfico de esta última ha sido absorbido por Santa Justa. El recinto ferroviario de San Bernardo se encuentra en una ubicación céntrica y dispone de una alta intermodalidad con otros transportes de la ciudad ya que permite conexiones con la línea 1 del Metro de Sevilla, con la línea T1 del tranvía y con la red de autobuses urbanos. 

## Situación ferroviaria
Se encuentra en el punto kilométrico 1,9 de la línea férrea de ancho ibérico Alcázar de San Juan-Cádiz. El kilometraje toma como punto de partida la antigua estación de San Bernardo cabecera histórica de la línea Sevilla-Cádiz posteriormente integrada por Adif en la ya mencionada línea Alcázar de San Juan-Cádiz. El tramo es de vía doble y está electrificado. 

## La estación
En la década de los años 80, y con las vistas puestas en la Expo 92 se decidió reorganizar el entramado ferroviario de la ciudad de Sevilla. Se cerrarón algunas estaciones históricas y se abrieron nuevos recintos. Una de ellas fue la de Sevilla-Santa Justa. Desde ella se remodeló el tramo Santa Justa-La Salud, soterrando algo más de 2 000 metros. En el recorrido de ese túnel se crearon dos nuevos apeaderos, el de San Bernardo y el de Virgen del Rocío. Ambos fueron puestos en servicio el mismo día, el 2 de mayo de 1991.
El recinto posee dos andenes laterales de 180 metros de longitud, suficientes para albergar trenes de varias composiciones. Dispone de máquinas autoventa, venta manual, accesos por ascensor, escaleras mecánicas. Cuenta además con máquinas validadoras para los abonos de cercanías y de media distancia.
Es accesible desde la avenida de la Buhaíra, la calle de Enramadilla y desde la propia estación de metro de San Bernardo gracias a un pasillo subterráneo. 
Recientemente han reformado la estación,disponiendo de la locución en la megafonía actualizada y teleindicadores informando de la llegada y salida del próximo tren.

## Servicios ferroviarios

### Media Distancia
Dispone de un elevado tráfico de trenes de Media Distancia al ser recorridas por las líneas 65, que conecta Sevilla con Cádiz, y 67, que enlaza Sevilla con Málaga. 
| Línea MD | Trenes | Origen/Destino |  | Destino/Origen |
| -------- | ------ | -------------- |  | -------------- |
| 65       | MD     | Sevilla        |  | Cádiz          |
| 67       | MD     | Sevilla        |  | Málaga         |

### Cercanías
Forma parte de las líneas C-1, C-4 y C-5 de la red de Cercanías Sevilla. La pertenencia a tres líneas de la red genera una alta frecuencia de paso. La línea C-1 es la que mayor frecuencia tiene con trenes cada 20-30 minutos mientras que la circular C-4 y la C-5 registran trenes cada 30-60 minutos. A efectos tarifarios la estación se encuentra en la zona 1.
| procedencia/destino | < estación          | Línea | estación >       | destino/procedencia  |
| ------------------- | ------------------- | ----- | ---------------- | -------------------- |
| Lora del Río        | Sevilla-Santa Justa |       | Virgen del Rocío | UtreraLebrija        |
| Circular            | Sevilla-Santa Justa |       | Virgen del Rocío | Circular             |
| Benacazón           | Sevilla-Santa Justa |       | Virgen del Rocío | Jardines de Hércules |

## Conexiones

### Metro de Sevilla

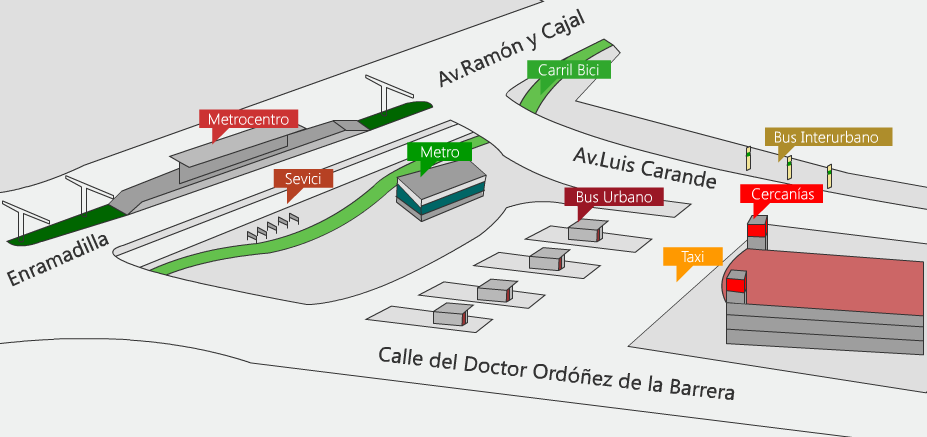
Plano de situación de los diversos modos de transporte de la zona

La estación dispone de una conexión con la línea 1 del Metro de Sevilla a través de la estación homónima. 

### Tranvía de Sevilla
En superficie, junto a la boca de metro, se encuentra una parada de la línea 1 del tranvía de Sevilla que une Eduardo Dato con Plaza Nueva. Consta de andenes laterales de 42 metros, marquesinas de acero y vidrio, máquinas autoventa e información actualizada a tiempo real para el usuario.

### Autobuses urbanos e interurbanos
Diversas líneas de autobuses urbanos propiedad de la empresa TUSSAM tienen parada en la proximidad de la estación. Son las líneas LN, LE, 22, 25, 26, 28, 29, 38 y 52. A estas hay que sumar la circular C-2, la línea B4 y la línea EA que permite dirigirse al aeropuerto de Sevilla.
Además se encuentran la terminal de las líneas de autobuses interurbanos siguientes:
M-126 (a El Viso del Alcor y Mairena del Alcor); M-121 y M-122 (a Alcalá de Guadaira); M-130 ( a Montequinto de Dos Hermanas); M-124 (a Carmona).